# Chico Whitaker
Francisco "Chico" Whitaker Ferreira (São Paulo, 19 de noviembre de 1931) es un arquitecto brasileño. Político y activista social, es Premio Nobel Alternativo (Right Livelihood Award), en 2006. Católico militante, Whitaker se inspira en la Teología de la liberación y mantiene lazos estrechos con la Comisión Brasileña Justicia y Paz, organismo vinculado a la Conferencia Nacional de los Obispos de Brasil. Inicia su carrera pública junto al grupo de planificación del Gobernador Carvalho Pinto, bajo la coordinación de Plínio de Arruda Sampaio. Fue director del SUPRA, el organismo que gestionó la Reforma Agraria en el Gobierno João Goulart. Con la llegada de la Dictadura militar de 1964, fue a prisión por un corto período y se vio obligado a salir del país como exiliado, en 1966. Trabajó primero en Francia y luego en la CEPAL-ONU, en Chile, en el inicio de la década de 1970. Con el Golpe de Estado de Pinochet tiene que salir de Chile, volviendo a Francia en 1974, donde reside y coordina el proyecto "Por una Sociedad que supere las Dominaciones", ligado a la CNBB, hasta 1981, cuando regresa a Brasil.
Después de algunos años asesorando a Paulo Evaristo Arns en la organización de las Comunidades cristianas de Base, Whitaker se afilia al partido de Lula da Silva en 1988, siendo elegido concejal por el PT en el Ayuntamiento de São Paulo, bajo el mandato de la alcaldesa Luiza Erundina. Tras su paso por el parlamento, se aleja de la política tradicional y de la actuación parlamentaria por decisión personal al final de ese mandato, pasando a actuar "junto" a la sociedad civil como activista, haciéndose cofundador del Foro Social Mundial en 2001. Reconocido internacionalmente por su actuación en favor de la llamada "alter-mundialización" y su lucha por un "otro mundo posible" frente al capitalismo hegemónico. Ya lejos de las actividades partidistas, se desconecta del PT en 2006, pasando a actuar en campañas cívicas contra la corrupción electoral. Actualmente, anima la movilización brasileña contra la política nuclear del país y los acuerdos nucleares con Alemania y Japón.

## Biografía
De 1953 a 1954, Whitaker fue presidente de la Juventud Universitaria Católica de Brasil. Actuó en el grupo de planificación del gobierno de Carvalho Pinto en São Paulo y como director de planificación de la reforma agraria del SUPRA en el gobierno de João Goulart. A continuación, se unió al movimiento de oposición a la dictadura militar con el golpe militar de 1964. De 1965 a 1966, fue asesor de la CNBB en el 1 ° Plan Pastoral de Conjunto. En 1966, partió hacia el exilio huyendo de la represión política en el país con su esposa y cuatro hijos.
Hasta su regreso a Brasil, en 1981, Whitaker vivió y trabajó en Francia y Chile como investigador y orientador para el Comité Católico contra el Hambre (CCFD), la UNESCO y la Comisión Económica para América Latina y el Caribe (CEPAL), entre otras organizaciones. Es también miembro del comité consultivo interino de la Organización Internacional para una Sociedad Participativa. De 1982 a 1988 fue asesor de la Archidiócesis de São Paulo y de la CNBB. Es uno de los fundadores del MCCE - Movimiento de Combate contra la Corrupción Electoral, siendo uno de los mentores de la ley 9840 de 1999, Ley de iniciativa popular contra los candidatos que compran votos, así como la ley de la Ficha Limpia. En 2001, Whitaker ayuda a organizar el Foro Social Mundial. En 2006, recibió el Premio Nobel Alternativo por su lucha a favor de la justicia social. En las elecciones brasileñas de 2008, ayuda a organizar el Proyecto Ficha Limpia, que tiene como objetivo impedir la candidatura de ciudadanos que responden a procesos en la Justicia.
Whitaker también formó parte del consejo consultivo de Wikileaks, y fue socio fundador de la organización no gubernamental Transparencia Brasil, sin embargo posteriormente se desligó de ambas organizaciones. También es miembro del Consejo para el futuro del mundo.

## Publicaciones
- 1979: Planejamento Sim e Não ISBN 8521902913
- 1992: O que é vereador? ISBN 8511012656
- 1994: Idéias para Acabar com os Picaretas
- 2005: Desafio do Fórum Social Mundial: um Modo de Ver ISBN 8515027410